# 10276 Matney
A 10276 Matney (ideiglenes jelöléssel (10276) 1981 EK23) a Naprendszer kisbolygóövében található aszteroida. Schelte J. Bus fedezte fel 1981. március 3-án.

## Kapcsolódó szócikk
- Kisbolygók listája (10001–10500)